# Kanton Huriel
Kanton Huriel (fr. Canton d'Huriel) je francouzský kanton v departementu Allier v regionu Auvergne. Tvoří ho 14 obcí.

## Obce kantonu
- Archignat
- Chambérat
- Chazemais
- Courçais
- Huriel
- La Chapelaude
- Mesples
- Saint-Désiré
- Saint-Éloy-d'Allier
- Saint-Martinien
- Saint-Palais
- Saint-Sauvier
- Treignat
- Viplaix